# Justo José de Urquiza
Justo José de Urquiza y García (phát âm tiếng Tây Ban Nha: [ˈxusto xoˈse ðe urˈkiθa]; 18 tháng 10 năm 1801 – 11 tháng 4 năm 1870) là chính trị gia và tướng lĩnh người Argentina. Ông là Tổng thống của Liên bang Argentina từ năm 1854 đến năm 1860.
Justo José de Urquiza y García là thống đốc Entre Ríos trong chính phủ Juan Manuel de Rosas, thống đốc Buenos Aires với quyền hạn được uỷ nhiệm từ các tỉnh khác. Rosas đã từ chức vì những cáo buộc của ông thường xuyên, nhưng chỉ như một cử chỉ chính trị, cho rằng các chính phủ khác sẽ từ chối. Tuy nhiên, năm 1851, vì sự thống trị kinh tế và chính trị của Buenos Aires, Urquiza đã chấp nhận sự từ chức của Rosas và tiếp tục cho Entre Rios quyền hạn được giao tại Buenos Aires.